# Maurice Barrès
Maurice Barrès (Vosges, 19 de agosto de 1862 – Paris, 4 de dezembro de 1923) foi um escritor e político francês, pai do nacionalismo francês. Passou algum tempo na Itália, e em 1888 com o lançamento da obra Le Cult du moi ("O culto de mim") tornou-se uma figura na literatura francesa. Na política, foi eleito em 1889 pela primeira vez para a Câmara dos Deputados como um boulangista e teria um papel político importante para o resto da sua vida.

## A vida
Nasceu em Charmes, estudou em Nancy e depois em 1883 direito em Paris, dedicou-se ao jornalismo. Começou exaltando o individualismo nos três volumes de Culte du moi (1888-1891), logo desenvolveu um nacionalismo ligado ás raízes e às tradições locais das antigas províncias francesas (Les déracinés, 1897). Membro da Academia francesa desde 1906.
Elegido deputado em 1889 por Nancy como partidário do general Georges Boulanger deu apoio á Ligue de la Patrie française de Paul Déroulède nas suas aspirações revanchistas contra Alemanha e tomou partido contra Zola durante o Affaire Dreyfus. Desde 1906 até a sua morte foi deputado por Paris. Durante a Primeira Guerra Mundial escreveu na prensa parisiense artigos patrióticos para manter a moral das tropas francesas. Depois da guerra faz chamamentos para a reconciliação com a Alemanha.
Barrès foi associado nas suas obras literárias com simbolismo, um movimento que teve equivalência com a esteticismo britânico e decadentismo italiano, na verdade ele era um colaborador próximo de Gabriele d'Annunzio representando o último. Como o nome de sua trilogia sugere, suas obras glorificavam um amor humanista do eu e ele também flertou com oculto misticismos em sua juventude. O caso Dreyfus viu uma mudança ideológica e ele era um líder anti-Dreyfusard, popularizar o termo nacionalismo para descrever seus pontos de vista. Ele estava numa plataforma de "O nacionalismo, proteccionismo e do socialismo".
Politicamente, ele envolveu-se com vários grupos como a Ligue des Patriotes de Paul Déroulède, onde depois em 1914 ele se tornou o líder. Barrès estava perto de Charles Maurras fundador de Acção Française, um partido monárquico. Apesar do fato de que ele permaneceu um republicano, Barrès teria uma forte influência sobre vários seguintes monarquistas franceses, assim como várias outras figuras. Durante a Primeira Guerra Mundial, ele era um forte defensor da União Sacrée. Mais tarde na vida, Barrès voltou para a fé Católica e foi envolvido numa campanha para restaurar prédios de igrejas francesas e ajudou a estabelecer o dia 24 de junho como um dia nacional de lembrança para Stª Joana d'Arc.

## Obras

### Novelas
- Le Culte du moi
  - Sous l'oeil des barbares. – Paris : Lemerre, 1888 
  - Un homme libre. – Paris : Perrin, 1889 
  - Le Jardin de Bérénice. – Paris : Perrin, 1891
- L'Ennemi des Lois. – Paris : Perrin, 1893
- Le Roman de l'énergie nationale (Romantrilogie)
  - Les Déracinés. – Paris : Fasquelle, 1897
  - L'Appel au soldat. – Paris : Fasquelle, 1897
  - Leurs figures. – Paris : Juven, 1902
- Les Bastions de l'Est (Romantrilogie)
  - Au service de l'Allemagne. – Paris : A. Fayard, 1905
  - Colette Baudoche. – Paris : Juven, 1909
  - La Colline inspirée. – Paris : Émile Paul, 1913
- Un jardin sur l'Oronte. – Paris : Plon, 1922

### Teatro
- Une journée parlementaire, comédia de costumes en 3 actos. – Paris: Charpentier et Fasquelle, 1894

### Livros de viagem
- Du sang, de la volupté, de la mort :  Un amateur d'âmes. Voyage en Espagne, Voyage en Italie, etc.. – Paris: Charpentier et Fasquelle, 1894
- Amori et Dolori sacrum. La mort de Venise. – Paris: Juven, 1903
- Le Voyage de Sparte. – Paris : Juven, 1906
- Le Gréco ou le Secret de Tolède. – París: Émile-Paul, 1911
- Une enquête aux pays du Levant. – Paris: Plon, 1923.

### Escritos políticos
- Étude pour la protection des ouvriers français. – Paris: Grande impr. parisienne, 1893
- Sciences et Doctrines du nationalisme – Paris: Juven, 1902
- Les Amitiés françaises. – Paris : Juven, 1903
- La Grande Pitié des églises de France. – Paris: Émile-Paul, 1914
- Une visite à l'armée anglaise. – París: Berger-Levrault, 1915
- Les Diverses Familles spirituelles de la France. – París: Émile-Paul, 1917
- L'Ame française et la Guerre (chroniques). – París: Émile-Paul, 1915-1920
- Le Génie du Rhin. – Paris: Plon, 1921
- Faut-il autoriser les congrégations? Les Frères des écoles chrétiennes. – París: Plon-Nourrit, 1923
- Souvenirs d'un officier de la Grande armée, par [Jean-Baptiste-Auguste Barrès]; publiés par Maurice Barrès, son petit-fils. – Paris: Plon-Nourrit, 1923